# Предраг Радованчевић
Предраг Радованчевић (Сремска Митровица, 24. септембар 1980) је српски уметник перформанса. 

## Биографија
Каријеру је започео током студија у Београду 2000. године у Академском позоришту Бранко Крсмановић, где глуми у представама режисера Горана Цветковића. Од 2005. године прелази у Театар Мимарт и глуми у представама у режији савремене позоришне уметнице Неле Антоновић. 
Током рада у театру, пише уметничке пројекте за Европску извршну агенцију за едукацију и културу (енг. The European Education and Culture Executive Agency (EACEA)). Кроз сарадњу са Агенцијом долази у контакт са енглеским музичким театром "Опера Циркус" (енгл. Opera Circus), из ког се изродила плодна сарадња.
Паралелно са стварањем представа и музике   у Театру Мимарт, Радованчевић похађа предавања Идеа фон Хајникена из Холандске академијие извођачких уметности, МАПА Амстердам. (енг. The Moving Academy for Performing Arts (MAPA)).
Радованчевић у свом раду комбинује критички приступ друштву са преиспитивањем онтолошке димензије постојања. С оне стране људске спознаје, у његовим представама је реални свет само кулиса на којој се исписује радња аутентичног прасвета, архетипа и сенки у нама.

## Представе и перформанси
Слепа улица (2007),
Кадмо краљ (2007),
енгл. Fairies in Bionic Convergence (2007),
Чвор (2008),
Меморандум (2009),
Октагон (2009),
Лимес (2010),
Стробоскоп (2010),
енгл. WAKE UP (2010),
Одабрани се буде (2011),
Вода (2013).